# NGC 7379
NGC 7379 este o galaxie situată în constelația Șopârla. A fost descoperită în 22 septembrie 1876 de către Édouard Stephan⁠(d). Se află la o distanță de 73,82 de megaparseci de Pământ.